# Ohrenklingenbach
Der Ohrenklingenbach ist ein weniger als einen Kilometer langer Bach im Stadtgebiet von Schwäbisch Hall im Landkreis Schwäbisch Hall im nordöstlichen Baden-Württemberg, der auf insgesamt etwa ostnordöstlichen Lauf durch die Ohrenklinge zum Kocher läuft.

## Geographie

### Verlauf
Der Ohrenklingenbach entsteht am Ostrand des Stadtteils Gottwollshausen in einer schon oberhalb ausgeprägten Talkerbe bei einem aufgelassenen Steinbruch neben einem anfangs noch befestigten Weg ins Tal. Der höchste Beginn des anfangs verdolten Bachs liegt etwa auf 330 m ü. NN. Der wenig einzugsgebietsreiche Wasserlauf, der überwiegend im klüftigen Oberen Muschelkalk liegt, ist sehr oft ganz trocken.
Anfangs noch östlich und auf der Gailenkirchener Teilortgemarkung um Gottwollshausen durch seine sich stark eintiefende, enge Waldklinge ziehend, tritt er bald auf die Teilortgemarkung des im Kochertal liegenden zentralen Hall über und wendet sich dabei auf Nordostlauf. Hierbei läuft er gleich unter der Bahnstrecke Crailsheim–Heilbronn hindurch, die hier auf weniger als 20 Metern Strecke zwischen dem  Haller Tunnel im Süden und dem Gottwollshauser Tunnel im Norden die tiefe Geländekerbe des Bachs quert.
Auf dem anschließenden geraden Talabschnitt führt der Bach über ein breites Bett aus gelegten Muschelkalkplatten unter steilen Hängen mit Trockenmauern und Felsabrutschungen nur episodisch Wasser zu Tale. Man hört aber auch sommers von unterhalb der Platten ein Rauschen – sei es nun, dass natürlicher Abfluss hier verdolt geführt wird oder dass unter dem Bachbett eine Kanalisationsröhre zu Tale läuft. Am Ende der Klinge liegt links neben dem Bach ein schmaler Schrebergarten neben dem Fußweg, dann steht am Austritt aus der Klinge das erste Haus am Übergang des linksseitigen Sporns auf eine davorliegende Geländeplattform, vor der sich der Bach in einem etwa zwei Meter tiefen und etwas weiteren, gemauerten Trog entlang der Neumäuerstraße der Stadt auf Südostlauf kehrt. Nach dem dritten Haus an der rechten Straßenseite unterquert er die Straße und setzt seinen Weg in einem Trog links am Straßenrand zur Alten Spinnerei fort. Schon bald wird er von einem kleinen Steg im Verlauf eines nach Gelbingen führenden, asphaltierten Weges überspannt.
Dann mündet er auf etwa 270 m ü. NN wenige Schritte unterhalb der Archenbrücke am Talfußknick der Neumäuerstraße und kurz vor dem linksseitigen Abgang des Mühlkanals der alten Spinnerei vom Fluss in zuletzt südöstlicher Richtung von links und auf etwa 269,8 m ü. NN in den mittleren Kocher.
Der Ohrenklingenbach hat keine merklichen Zuflüsse und mündet nach seinem allenfalls etwa 0,7 km langen Talweg mit einem mittleren Sohlgefälle von über 80 ‰ etwa 60 Höhenmeter unter seinem höchsten Laufbeginn.

### Einzugsgebiet
Der Ohrenklingenbach hat ein Einzugsgebiet von unter 0,4 km² Größe, das kurz vor der Gelbinger Flussschlinge am linken Hang des Kochertales und auf der angrenzenden linken Hochebene liegt. Jenseits der durch Gottwollshausen ziehenden westlichen Einzugsgebietsgrenze auf dieser Hochebene grenzt das Einzugsgebiet des Schleifbachs an, eines merklich größeren Zuflusses des abwärtigen Kochers. Sowohl hinter der nördlichen und linken wie auch der östlichen und rechten Wasserscheide findet sich kein natürlicher Wasserlauf vor dem Kocher selbst. 
Das gesamte Einzugsgebiet liegt im Stadtgebiet von Schwäbisch Hall, der größere westliche Teil mit dem halben Dorf Gottwollshausen diesseits der Wasserscheide in der Stadtteilgemarkung von Gailenkirchen, der kleinere östliche auf der Gemarkung der zentralen Stadt.
Naturräumlich gehört das Gebiet zum Unterraum Kupferzeller Ebene und Kocheneck der Hohenloher und Haller Ebene

## Geologie
Das obere Einzugsgebiet liegt im Lettenkeuper (Erfurt-Formation), der Bach entsteht in offenem Lauf dann erst im darunterliegenden Oberen Muschelkalk und mündet im Mittleren Muschelkalk.
Ein aufgelassener Kalkbruch rechts an der oberen Talmulde schließt den Oberen Muschelkalk auf und trägt über der Abbauwand, inzwischen durch Verschüttung nurmehr schwer zu erkennen, eine Lettenkeuperdecke. Im kochertalnahen Bereich des Steinbruchs gibt es durch Subrosion verursachte Schichtenverbiegungen. Den Zutritt zum Steinbruch verwehrte lange ein Absperrzaun, heute (2016) ist dieser wieder zugänglich.

### LUBW
Amtliche Online-Gewässerkarte mit passendem Ausschnitt und den hier benutzten Layern: Einzugsgebiet der Ohrenklinge

Allgemeiner Einstieg ohne Voreinstellungen und Layer: Daten- und Kartendienst der Landesanstalt für Umwelt Baden-Württemberg (LUBW) (Hinweise)
1. ↑  Höhe nach dem Höhenlinienbild auf dem Hintergrundlayer Topographische Karte.
2. ↑  Höhe nach schwarzer Beschriftung auf dem Hintergrundlayer Topographische Karte.
3. ↑  Länge nach dem Layer Gewässernetz (AWGN).
4. ↑  Einzugsgebiet abgemessen auf dem Hintergrundlayer Topographische Karte.

### Andere Belege
1. ↑  Wolf-Dieter Sick: Geographische Landesaufnahme: Die naturräumlichen Einheiten auf Blatt 162 Rothenburg o. d. Tauber. Bundesanstalt für Landeskunde, Bad Godesberg 1962. → Online-Karte (PDF; 4,7 MB)
2. ↑  Geologie nach: Mapserver des Landesamtes für Geologie, Rohstoffe und Bergbau (LGRB) (Hinweise)
3. ↑  Geotop-Steckbrief des aufgelassenen Steinbruchs.